# Sarah Idan
Sarah Abdali Idan (arabe : سارة عيدان), née le 4 février 1990, est une mannequin, animatrice de télévision, musicienne et reine de beauté américano-irakienne couronnée Miss Univers Irak 2017 avant d'aller représenter l'Irak au concours Miss Univers 2017. Après avoir déménagé aux États-Unis, en mai 2023, Idan annonce sa candidature pour le 30e district du Congrès de Californie en 2024,. Elle se définit comme une musulmane laïque et partisane d'Israël.

## Jeunesse
Idan est née et a grandi à Bagdad, avant-dernière de la fratrie de cinq de parents originaires des provinces de Babylone et de Al-Qadisiyya,. Son père est ingénieur militaire pour le Parti Baas irakien de Saddam Hussein. À l'âge de 13 ans, elle apprend l'anglais en autodidacte en écoutant de la musique occidentale. Après l'invasion de l'Irak en 2003, sa famille déménage temporairement en Syrie voisine pour fuir la guerre civile, mais revient finalement quelques années plus tard. Sa maîtrise de l'anglais lui donne l'opportunité de travailler comme linguiste pour l'armée américaine à l'âge de 18 ans. Elle rejoint également les forces de la coalition dirigée par les États-Unis stationnées autour de Bagdad en 2009. Elle déménage ensuite aux États-Unis où elle commence à travailler. Elle est diplômée du Musicians Institute en arts de la scène à Hollywood, Los Angeles, avec une spécialisation en jazz et en musique contemporaine. Elle se décrit comme peu religieuse mais plus spirituelle et musulmane laïque,.

## Carrière

### Musique
En 2007, alors qu'elle vit comme réfugiée en Syrie, Idan assiste à un concert live d'Enrique Iglesias à Damas et réalise à ce moment-là qu'elle veut devenir musicienne. Elle rencontre Iglesias et son groupe après le concert et se lie d'amitié avec le pianiste Michael Bluestein (membre du groupe de rock Foreigner) avec qui elle reste en contact par mai. En 2014, ils se retrouvent pour jouer ensemble lors d'un concert à Los Angeles. Idan chante en anglais et en arabe.

### Concours de beauté
Idan est couronnée Miss Iraq in America (en) en 2016.
Elle est ensuite couronnée Miss Univers Irak 2017. Elle représente alors l'Irak au concours Miss Univers 2017 à Las Vegas. Elle est la première mannequin irakienne à participer au concours Miss Univers en 45 ans. Cependant, pour avoir pris des selfies avec Adar Gandelsman, qui a participé en tant que Miss Israël, et pour avoir porté un bikini lors d'un concours de maillots de bain, elle provoque la colère de nombreux Irakiens et reçoit des menaces de mort. Finalement, Idan est contrainte de fuir l’Irak avec sa famille. Elle immigre aux États-Unis en décembre 2017,,.

### Télévision
À partir de janvier 2018, Sarah Idan anime une émission de divertissement avec la chaîne d'information indienne WION.

### Politique
En mars 2023, elle annonce son intention de se présenter à la primaire démocrate du Congrès des États-Unis pour le 30e district de Californie actuellement détenu par le démocrate Adam Schiff.

## Visite en Israël
En juin 2018, Idan rend visite à son amie Adar Gandelsman à Jérusalem. Elle visite le marché Mahane Yehuda où elle est chaleureusement accueillie par les Juifs israéliens d'origine irakienne. Elle décrit sa visite en disant :

« Cela fait très bizarre — les gens ressemble à ceux de mon peuple. Et toutes les villes ressemblent à Damas, à la Syrie, et j'ai vécu là-bas, donc tout me semble si familier. »

Concernant le conflit israélo-arabe, elle déclare :

« Je ne pense pas que l'Irak et Israël sont des ennemis. Je pense que peut-être, les gouvernements sont ennemis, mais il y a beaucoup d'Irakiens qui n'ont aucun problème avec Israël ou les Juifs. Il a beaucoup d'Irakien de mon côté, et je pense qu'ils sont heureux de me voir ici. »

Elle est une partisane d'Israël et estime que le conflit est perpétué par  « les systèmes de croyances enseignés dans les pays musulmans, qui sont antisémites » et renforcés par des médias partiaux.